# タイラー・エニス (バスケットボール)
タイラー・キャメロン・エニス・マッキンタイア  (Tyler Cameron Ennis McIntyre 1994年8月24日:- )は、カナダ・オンタリオ州ブランプトン出身のプロバスケットボール選手。ポジションはポイントカード。

## 来歴
オンタリオ州の地元の高校からニュージャージー州の高校に転校し、大学の名門のシラキュース大学に入学。1年生ながらレギュラーとして活躍し、NCAAトーナメントにも出場。ACCのフレッシュマン賞やオールディフェンスチームなどに選出されるなど注目されたエニスは、1年間プレーしただけで2014年のNBAドラフトにアーリーエントリーを表明。18位でフェニックス・サンズから指名された。
しかし、入団したサンズには、既にゴラン・ドラギッチ、エリック・ブレッドソー、アイザイア・トーマスというオールスター級のカードが所属していたこともあり、エニスはこの3人の熾烈な出場時間争いに加わることが出来ず、Dリーグの出場が主となり、結局2015年2月19日のフィラデルフィア・76ersも加わった大形三角トレードでミルウォーキー・バックスに移籍となった。移籍したバックスには、大学の先輩に中るマイケル・カーター＝ウィリアムスも加入している。エニスは新天地でも出場機会に恵まれず、計33試合の出場に止まり、5月には右肩を手術するなど厳しいルーキーシーズンとなり、2015-16シーズンも然したる活躍を見せることは出来なかった。
2016年9月22日、マイケル・ビーズリーとのトレードでヒューストン・ロケッツに放出され、開幕前の10月24日に一度契約解消後に再契約。翌年2月23日にはロサンゼルス・レイカーズに放出された。

### トルコ・テレコム（2020-2022）
2020年7月23日、BSLとバスケットボール・チャンピオンズリーグに所属するトルコ・テレコムBKとの契約が発表された。国内リーグでは9試合に出場し、1試合平均29.6分の出場で、11.7得点、5.0アシスト、2.9リバウンドという成績を残したが、11月21日に行われた試合の怪我によって残りシーズンは全休となった。

### トファシュ S.K. （2022-2023）
2022年1月10日、BSLとバスケットボール・チャンピオンズリーグに所属するトファシュS.K.との契約が発表された。国内リーグでは13試合に出場し、1試合平均26.2分の出場で、12.7得点、4.4アシスト、3.4リバウンド、1.1スティール、フィールドゴール成功率50パーセント、スリーポイント成功率40パーセント。バスケットボールチャンピオンズリーグでは8試合に出場し、1試合平均25.1分の出場で、12.6得点、3.1リバウンド、2.5アシスト、フィールドゴール成功率56.7パーセント、フリースロー成功率87.0パーセントという成績を残した。
2022年7月16日、トファシュとの再契約が発表された。

### ハポエル・テルアビブに復帰(2025-)
2025年7月9日、エニスは2024年に在籍していた、ユーロリーグとイスラエル・バスケットボール・プレミアリーグに所属するハポエル・テルアビブBCに復帰すると発表された。契約期間は2年。

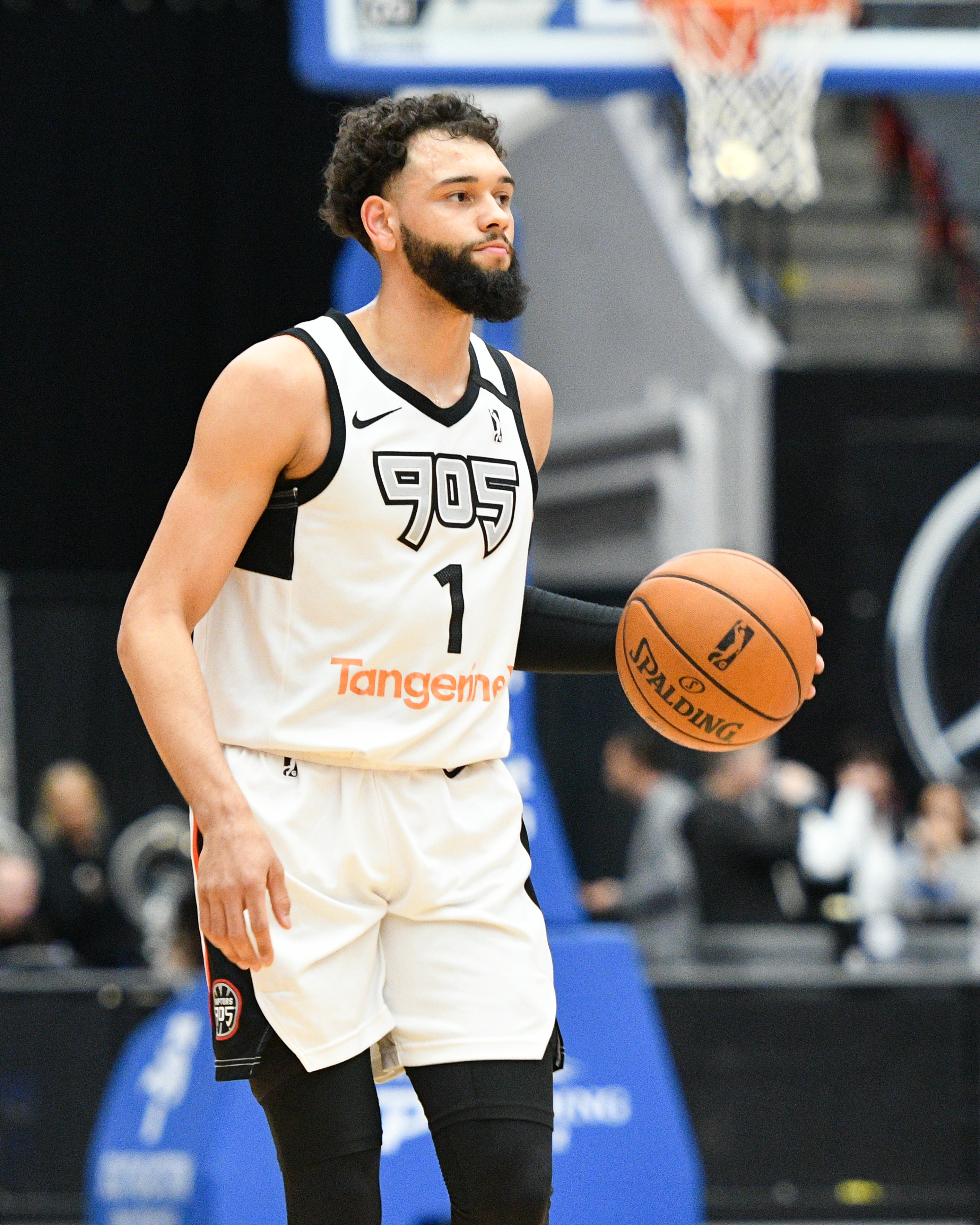
(2020年)